# Wistman's Wood
La Witman's Wood è una foresta inglese di 3,5 ettari posta presso Dartmoor, nel Devon, in Inghilterra, Regno Unito.

## Geografia
Il bosco si trova ad un'altitudine di 380-410 metri sul livello del mare, nella valle del fiume West Dart presso Two Bridges.

## Stato di conservazione
Questo è uno dei boschi di querce più alte in Gran Bretagna e come tale è stato dichiarato nel 1964 come sito di interesse scientifico specifico. Esso è inoltre un sito di Riserva Naturale di Conservazione..

## Descrizione
Il bosco è diviso in tre blocchi principali (North, Middle e South Groves o Woods), coprendo una superficie totale di 3,5 ettari. Esso ricopre una superficie pietrosa di granito, con terreno acido e ben drenato. La proprietà è del ducato di Cornovaglia e dal 1961 viene gestito come riserva naturale da Nature Conservancy Council, English Nature e Natural England. Molte persone visitano il sito a piedi (accedendo in particolare dal limitare sud di South Wood), e vi è il libero permesso di pascolo.

### Flora
La vegetazione è composta in gran parte da Quercus petraea-Betula pubescens-Dicranum majus e Isothecium myosuroides-Diplophyllum albicans. Gli alberi più comuni sono le querce pedunculate, con esemplari occasionali di sorbo, Ilex aquifolium, Crataegus monogyna, Corylus avellana e Salix aurita. I rami e le radici degli alberi sono spesso adorni di licheni e muschi assieme a specie particolari come esemplari di Vaccinium myrtillus e Polypodium vulgare. Tra i muschi a terra ricordiamo il Dicranum scoparium, l'Hypotrachyna laevigata, il Rhytidiadelphus loreus e lo Sphaerophorus globosus oltre a Galium saxatile, Potentilla erecta e Rumex acetosa. In alcuni luoghi si trovano piante come la Oxalis acetosella, il Vaccinium myrtillus, la Luzula sylvatica ed il Rubus fruticosus.

### Fauna
La fauna principale presente nella foresta è costituita da esemplari di Vipera berus.

## Storia
Wistman's Wood è stata menzionata negli scritti per mille anni e pare sia l'ultimo retaggio di un'antichissima foresta che copriva gran parte di Dartmoor al 7000 a.C., e già cacciatori del mesolitico qui si recavano a caccia. Fotografie e registri scritti hanno mostrato come Wistman's Wood sia cambiato dalla metà del XIX secolo in poi; nel contempo le condizioni climatiche sono generalmente divenute più favorevoli del passato. Le piante più antiche della foresta hanno tra i 400 ed i 500 anni. Nel 1620 c. questi alberi erano descritti come "non più alti di un uomo alla sua testa", ma pare che le favorevoli condizioni atmosferiche abbiano portato ad una crescita notevole nel corso dell'Ottocento e ancora di più nel Novecento quando quasi raddoppiarono (da 7 a 12 metri rispettivamente). Inoltre tra fine Ottocento e inizio Novecento vennero introdotte nuove piante che andarono a mutare la superficie di South Wood.
Il Buller Stone, una pietra apposita, commemora nel 1866 un tentativo di datazione degli alberi compiuto da Wentworth Buller (col permesso del ducato) di una quercia caduta. Era stimata essere di 168 anni.

## Miti, arte e letteratura
Il bosco ha dato ispirazione a numerosi artisti, poeti, fotografie e racconti del XIX secolo. Secondo una tradizione le prime piante in loco vennero piantate da Isabella de Fortibus (1237-93).
Il bosco è stato descritto in dettaglio come punto di grande interesse in The Tree, saggio naturalistico pubblicato nel 1978 dallo scrittore inglese John Fowles.
Il nome di Wistman's Wood potrebbe derivare dalla parola dialettale wisht che significherebbe "infestato".